# ديك هيرلي
ديك هيرلي (بالإنجليزية: Dick Hurley)‏ هو لاعب كرة قاعدة أمريكي، (ولد في هونيسدال في الولايات المتحدة 1847  م).

## وصلات خارجية
- ديك هيرلي على موقعبيزبول رفرنس.كوم (الدوري الرئيسي) (الإنجليزية)